# Biathlon ai XXII Giochi olimpici invernali
Le gare di biathlon ai XXII Giochi olimpici invernali di Soči  in Russia si svolsero dall'8 al 22 febbraio 2014 nel complesso sciistico Laura nella località di Krasnaja Poljana a circa 45 km di distanza da Soči. Si disputarono undici competizioni, cinque maschili e altrettante femminili nelle seguenti discipline: sprint, inseguimento, individuale, partenza in linea e staffetta, oltre a queste gare fu inoltre disputata la staffetta mista; per quest'ultima specialità fu l'esordio all'interno del programma olimpico ed era valida anche ai fini della Coppa del Mondo di biathlon 2014.

## Calendario
| Uomini | 10 km sprint |               | 12,5 km inseguimento |                    |  | 20 km individuale |                   |  | 15 km partenza in linea |                           |  |                             |  |                  | Staffetta 4x7,5 km |  | 5  |
| Donne  |              | 7,5 km sprint |                      | 10 km inseguimento |  |                   | 15 km individuale |  |                         | 12,5 km partenza in linea |  |                             |  | Staffetta 4x6 km |                    |  | 5  |
| Misto  |              |               |                      |                    |  |                   |                   |  |                         |                           |  | Staffetta 2x6 km + 2x7,5 km |  |                  |                    |  | 1  |
| Totale | 1            | 1             | 1                    | 1                  |  | 1                 | 1                 |  | 1                       | 1                         |  | 1                           |  | 1                | 1                  |  | 11 |

## Podi

### Uomini
| Evento                             | Oro                                                                  | Tempo     | Argento                                                     | Tempo     | Bronzo                                                                     | Tempo     |
| 10 km sprint (dettagli)            | Ole Einar Bjørndalen                                                 | 24'33"5   | Dominik Landertinger                                        | 24'34"8   | Jaroslav Soukup                                                            | 24'39"2   |
| 12,5 km inseguimento (dettagli)    | Martin Fourcade                                                      | 33'48"6   | Ondřej Moravec                                              | 34'02"4   | Jean-Guillaume Béatrix                                                     | 34'12"8   |
| 20 km individuale (dettagli)       | Martin Fourcade                                                      | 49'31"7   | Erik Lesser                                                 | 49'43"9   | Evgenij Garaničev                                                          | 50'06"2   |
| 15 km partenza in linea (dettagli) | Emil Hegle Svendsen                                                  | 42'29"1   | Martin Fourcade                                             | 42'29"1   | Ondřej Moravec                                                             | 42'42"9   |
| Staffetta 4x7,5 km (dettagli)      | Russia Aleksej Volkov Evgenij Ustjugov Dmitrij Malyško Anton Šipulin | 1h12'15"9 | Germania Erik Lesser Daniel Böhm Arnd Peiffer Simon Schempp | 1h12'19"4 | Austria Christoph Sumann Daniel Mesotitsch Simon Eder Dominik Landertinger | 1h12'45"7 |

### Donne
| Evento                               | Oro                                                                     | Tempo     | Argento                                                            | Tempo     | Bronzo                                                                       | Tempo     |
| 7,5 km sprint (dettagli)             | Anastasija Kuz'mina                                                     | 21'06"8   | Ol'ga Viluchina                                                    | 21'26"7   | Vita Semerenko                                                               | 21'28"5   |
| 10 km inseguimento (dettagli)        | Dar″ja Domračava                                                        | 29'30"7   | Tora Berger                                                        | 30'08"3   | Teja Gregorin                                                                | 30'12"7   |
| 15 km individuale (dettagli)         | Dar″ja Domračava                                                        | 43'19"6   | Selina Gasparin                                                    | 44'35"3   | Nadzeja Skardzina                                                            | 44'57"8   |
| 12,5 km partenza in linea (dettagli) | Dar″ja Domračava                                                        | 35'25"6   | Gabriela Soukalová                                                 | 35'45"8   | Tiril Eckhoff                                                                | 35'52"9   |
| Staffetta 4x6 km (dettagli)          | Ucraina Julija Džyma Olena Pidhrušna Valentyna Semerenko Vita Semerenko | 1:10'02"5 | Norvegia Tora Berger Tiril Eckhoff Ann Kristin Flatland Fanny Horn | 1:10'40"1 | Rep. Ceca Eva Puskarčíková Gabriela Soukalová Jitka Landová Veronika Vítková | 1:11'25"7 |

### Misti
| Evento                                 | Oro                                                                         | Tempo     | Argento                                                                      | Tempo     | Bronzo                                                              | Tempo     |
| Staffetta 2x6 km + 2x7,5 km (dettagli) | Norvegia Tora Berger Tiril Eckhoff Ole Einar Bjørndalen Emil Hegle Svendsen | 1:09'17"0 | Rep. Ceca Veronika Vítková Gabriela Soukalová Jaroslav Soukup Ondřej Moravec | 1:09'49"6 | Italia Dorothea Wierer Karin Oberhofer Dominik Windisch Lukas Hofer | 1:10'15"2 |

## Medagliere
| Posizione | Paese       |    |    |    | Totale |
| --------- | ----------- | -- | -- | -- | ------ |
| 1         | Norvegia    | 3  | 2  | 1  | 6      |
| 2         | Bielorussia | 3  | 0  | 1  | 4      |
| 3         | Francia     | 2  | 1  | 1  | 4      |
| 4         | Russia      | 1  | 1  | 1  | 3      |
| 5         | Ucraina     | 1  | 0  | 1  | 2      |
| 6         | Slovacchia  | 1  | 0  | 0  | 1      |
| 7         | Rep. Ceca   | 0  | 3  | 3  | 6      |
| 8         | Germania    | 0  | 2  | 0  | 2      |
| 9         | Austria     | 0  | 1  | 1  | 2      |
| 10        | Svizzera    | 0  | 1  | 0  | 1      |
| 11        | Italia      | 0  | 0  | 1  | 1      |
| 11        | Slovenia    | 0  | 0  | 1  | 1      |
| Totale    | Totale      | 11 | 11 | 11 | 33     |